# 朱斯特·盧滕
朱斯特·盧滕（Willibrordus Adrianus Maria "Joost" Luiten，1986年1月7日—）是荷蘭的一位職業高爾夫球運動員。他在2008年開始參加高爾夫歐巡賽的賽事。 他已獲得過四場業餘賽事的冠軍，以及四場職業賽事的冠軍。

## 外部連結
- 官方网站
- 朱斯特·盧滕在歐洲巡迴賽官方網站
- 朱斯特·盧滕在男子高爾夫世界排名的官方網站